# Lailly-en-Val
Lailly-en-Val è un comune francese di 2 625 abitanti situato nel dipartimento del Loiret nella regione del Centro-Valle della Loira.

## Società

### Evoluzione demografica
Abitanti censiti